# Man Overboard
"Man Overboard" es una canción de la banda de rock estadounidense Blink-182. La canción fue lanzada por primera vez el 2 de septiembre de 2000 a través de MCA Records como el primer sencillo del álbum en vivo de la banda The Mark, Tom and Travis Show (The Enema Strikes Back!) (2000). Es la única grabación de estudio en la publicación y se grabó como una pista de bonificación para ayudar a promocionar su lanzamiento. Las letras de la canción, acreditadas al bajista Mark Hoppus y al guitarrista Tom DeLonge, tratan sobre la pérdida de su baterista original, Scott Raynor, debido al abuso del alcohol. En la canción, Hoppus repite el estribillo "so sorry it's over" y destaca ocasiones en las que un amigo estaba demasiado intoxicado para ser confiable.
La canción fue escrita originalmente durante las sesiones para el tercer álbum de la banda, Enema of the State. Musicalmente, la canción está liderada por una línea de bajo distintiva, acompañada de riffs de guitarra melódicos y batería de rock sencilla. La escritura de la canción fue lenta en desarrollarse, y el grupo no pudo completar su letra para su inclusión en el álbum. Por sugerencia de su sello discográfico, el trío volvió a abordar la pista para incluirla en el álbum en vivo. Aunque la banda nunca ha confirmado oficialmente su base, "Man Overboard" ha sido ampliamente considerada como una referencia al exbaterista Scott Raynor. Raynor, quien cofundó Blink-182, luchó con la dependencia del alcohol en sus últimos años tras la batería y fue despedido de la banda a mitad de una gira en 1998.
El sencillo recibió críticas positivas de los críticos de música, muchos de los cuales lo han incluido entre las mejores canciones de la banda. Su video musical, un éxito número uno en MTV, fue dirigido por Marcos Siega y parodia los clips pasados de la banda con enanos en lugar de los miembros de la banda. La canción fue un éxito en las listas de rock en América del Norte; alcanzó el número dos en la lista de Modern Rock Tracks de Billboard y dentro del top 20 en las listas de rock de Canadá compiladas por RPM. La canción luego se incluyó en el álbum recopilatorio de la banda Greatest Hits. La canción es el nombre de la banda de pop punk Man Overboard.

## Videoclip
El vídeo, dirigido por Marcos Siega (también director de «What's My Age Again?» y «All the Small Things»), muestra a los tres integrantes de la banda teniendo una pesadilla, cada uno está en los vídeos de sus éxitos anteriores parodiándolos con enanos. Mark sueña con «What's My Age Again?», Tom sueña con «Adam's Song» y Travis con «All The Small Things», intercalado con la banda interpretando la canción. 

## Canciones
| Sencillo en CD |                                    |          |  |
| N.º            | Título                             | Duración |  |
| 1.             | «Man Overboard»                    | 2:46     |  |
| 2.             | «13 Miles» (en vivo)               | 2:09     |  |
| 3.             | «Words of Wisdom» (Teaser version) | 3:01     |  |

| DVD |                             |          |  |
| N.º | Título                      | Duración |  |
| 1.  | «Man Overboard» (Videoclip) | 3:03     |  |
| 2.  | «Adam's Song» (Videoclip)   | 4:22     |  |

- Datos: Q2525242